# Angelo Rotta
Msgre. Angelo Rotta (9. srpna 1872 Milán – 1. února 1965 Vatikán) byl římskokatolický arcibiskup a vatikánský diplomat známý svým angažmá ve prospěch Židů během druhé světové války.
Angelo Rotta přijal kněžské svěcení 10. února 1895 a poté vstoupil do diplomatických služeb Svatého stolce, kde se postupně vypracovával k vyšším postům. V roce 1922 jej papež Pius XI. jmenoval titulárním arcibiskupem thébským a pověřil jej posláním internuncia ve Střední Americe. V roce 1925 se stal nunciem v balkánských zemích a v roce 1930 přijal úřad nuncia v Maďarsku a Bulharsku.
Jako apoštolský nuncius se za druhé světové války angažoval ve prospěch bulharských a maďarských Židů a společně s dalšími diplomaty jim zajišťoval bezpečné domy, humanitární pomoc a vydával falešná křestní osvědčení, ochranné listy, diplomatické pasy a víza, aby jim umožnil odchod do bezpečnějších zemí.
Mimo to ve prospěch Židů opakovaně intervenoval jak sám, tak za pomoci dalších diplomatů. 21. srpna 1944 vedl delegaci 5 šéfů diplomatických misí v Maďarsku, kteří vznesli společný protest proti zacházení se Židy a jejich deportacím do Německa. Protestovali apoštolský nuncius Angelo Rotta (Vatikán), velvyslanec Carl Danielson (Švédsko) a tři chargé d'affaires – Miguel Sanz-Briz (Španělsko), Carlos de Liz-Teixeira Branqhuinho (Portugalsko) a Antoine Kilchmann (Švýcarsko).
Po válce dále pokračoval v práci v diplomatických službách až do roku 1957, kdy jako oficiál Státního sekretariátu odešel do důchodu.
Izraelská komise Jad Vašem mu udělila titul Spravedlivý mezi národy v roce 1997.